# سید آرش شهریاری
سید آرش شهریاری (زاده ۱۸ تیر ۱۳۵۳ در کرند) موسیقی دان، آهنگ ساز و نوازندهٔ تار و تنبور است. 

## زندگی
سید آرش شهریاری در ۱۸ تیر ۱۳۵۳ در کرند در استان کرمانشاه به دنیا آمد. او از پنج سالگی نواختن تنبور را نزد پدرش سید رکن‌الدین شهریاری آغاز کرد. او بعداً نزد استادان تنبور چون سید قاسم افضلی، سید امرالله شاه‌ابراهیمی و بابا غلام همت آبادی آموزش خود را ادامه داد. سید آرش تار را نزد داریوش طلایی و محمد رضا لطفی آموخت و مدتی نیز زیر نظر مرتضی مولایی آواز کار کرده است. وی در سال ۱۳۷۸ گروه روحتاف را تأسیس کرد و کنسرت‌های متعددی را در ایران و اروپا به صورت تکنوازی و گروه‌نوازی به اجرا گذاشت.

## آلبوم‌ها
- مرثیه آفتاب (۱۳۸۳)
- مشق نام لیلی (۱۳۹۴)